# Campocraspedon elongatus
Campocraspedon elongatus là một loài tò vò trong họ Ichneumonidae.